# Litoria avocalis
Litoria avocalis är en groddjursart som först beskrevs av Richard G. Zweifel 1958.  Litoria avocalis ingår i släktet Litoria och familjen lövgrodor. IUCN kategoriserar arten globalt som sårbar. Inga underarter finns listade i Catalogue of Life.